# Oligonyx bidens
Oligonyx bidens är en bönsyrseart som beskrevs av Henri Saussure och Leo Zehntner 1894. Oligonyx bidens ingår i släktet Oligonyx och familjen Thespidae. Inga underarter finns listade i Catalogue of Life.